# Мохамаду Ідріссу
Мохамаду Ідріссу (фр. Mohamadou Idrissou, нар. 8 березня 1980, Яунде) — камерунський футболіст, нападник. Виступав за національну збірну Камеруну.
Значну частину кар'єри провів у Німеччині, де грав, зокрема, за «Ганновер 96», «Дуйсбург», «Фрайбург» та «Кайзерслаутерн», грав також за ізраїльський футбольний клуб «Маккабі» з Хайфи.

## Клубна кар'єра
Народився 8 березня 1980 року в місті Яунде. Вихованець футбольної школи клубу «Котон Спорт».
У дорослому футболі дебютував 1998 року виступами за команду клубу «Расінг» (Бафусам), в якій провів один сезон, взявши участь у 20 матчах чемпіонату.
Згодом з 1999 по 2002 рік грав у складі команд клубів «Котон Спорт», «Айнтрахт» та «Веен».
Своєю грою за останню команду привернув увагу представників тренерського штабу клубу «Ганновер 96», до складу якого приєднався 2002 року. Відіграв за команду з Ганновера наступні два сезони своєї ігрової кар'єри. Більшість часу, проведеного у складі «Ганновера», був основним гравцем атакувальної ланки команди.
Протягом 2005—2006 років захищав кольори клубів «Кан» та «Ганновер 96».
2006 року уклав контракт з клубом «Дуйсбург», у складі якого провів наступні два роки своєї кар'єри гравця. Граючи у складі «Дуйсбурга» також здебільшого виходив на поле в основному складі команди.
З 2008 року два сезони захищав кольори команди клубу «Фрайбург». Тренерським штабом нового клубу також розглядався як гравець «основи». У складі «Фрайбурга» був одним з головних бомбардирів команди, відзначившись 25 разів у 74 матчах за клуб.
З 2010 по 2012 рік продовжував кар'єру в клубах «Боруссія» (Менхенгладбах) та «Айнтрахт».
До складу клубу «Кайзерслаутерн» приєднався 2012 року. Відіграв за кайзерслаутернський клуб 61 матч в національному чемпіонаті.
21 травня 2014 року Мохамаду Ідріссу підписав контракт із клубом «Маккабі» із Хайфи, але за півроку перебування у клубі встиг зіграти лише у 5 матчах національної першості, і покинув команду.
16 січня 2015 року камерунський форвард підписав контракт із македонським клубом найвищого дивізіону «Шкендія» із міста Тетово до кінця 2016 року, проте уже у серпні 2015 року повернувся до Німеччині, де приєднався до складу нижчолігового клубу «Юрдінген 05» У цьому клубі грав до кінця 2017 року, після чого став гравцем нижчолігового клубу «Уніон». З середини 2018 року Ідріссу став гравцем австрійського клубу «Куфштайн», який грає в регіональній лізі. У 2019 році камерунець перейшов до іншого нижчолігового австрійського клубу «Леобен». На початку 2020 року Ідріссу перейшов до нижчолігового німецького клубу «Рот-Вайс» (Франкфурт), проте зіграв у його складі лише 1 матч, та перейшов до німецького клубу регіональної ліги «Вікторія».

## Виступи за збірну
2003 року дебютував в офіційних матчах у складі національної збірної Камеруну. Наразі провів у формі головної команди країни 39 матчів, забивши 6 голів.
У складі збірної був учасником розіграшу Кубка конфедерацій 2003 року у Франції, де разом з командою здобув «срібло», а також чемпіонату світу 2010 року у ПАР.
Учасник трьох розіграшів Кубка африканських націй: 2004 року в Тунісі, 2008 року в Гані, де камерунці зайняли друге місце, та 2010 року в Анголі.

## Титули і досягнення
- Срібний призер Кубка африканських націй: 2008